# Козлово (Підляське воєводство)
Козлово (пол. Kozłowo) — село в Польщі, у гміні Городиськ Сім'ятицького повіту Підляського воєводства.
Населення — 92 особи (2011).
У 1975-1998 роках село належало до Білостоцького воєводства.

## Демографія
Демографічна структура станом на 31 березня 2011 року:
|          | Загалом | Допрацездатний вік | Працездатний вік | Постпрацездатний вік |
| -------- | ------- | ------------------ | ---------------- | -------------------- |
| Чоловіки | 55      | 11                 | 33               | 11                   |
| Жінки    | 37      | 3                  | 22               | 12                   |
| Разом    | 92      | 14                 | 55               | 23                   |